# Lisa Nyberg
Lisa Nyberg (* 8. August 2002) ist eine schwedische Skirennläuferin. Sie ist weitgehend auf die technischen Disziplinen Riesenslalom und Slalom spezialisiert. 

## Biografie
Lisa Nyberg bestritt im Alter von 16 Jahren in Kåbdalis ihre ersten FIS-Rennen und gewann in Storklinten gleich das dritte. Zwei Jahre später gab sie auf dem Klausberg ihr Europacup-Debüt, konnte vorerst aber nicht um Spitzenplätze mitfahren.  Dies gelang ihr erstmals im Februar 2022 im Riesenslalom von Kopaonik, wo sie als Vierter nur knapp das Podest verpasste. Drei Tage später feierte sie in Maribor in derselben Disziplin ihren ersten Sieg. Bei ihren ersten Juniorenweltmeisterschaften in Panorama trat sie in allen fünf Disziplinen an und klassierte sich mit Ausnahme des Super-G jeweils in den Top sechs. In Riesenslalom und Kombination blieb sie als Vierte nur knapp hinter den Medaillenrängen zurück. Ende der Saison gewann sie in Åre in den Disziplinen Super-G und Riesenslalom ihre ersten beiden schwedischen Meistertitel.
Nach zwei Podestplätzen im South American Cup gab Nyberg am 26. November 2022 im Riesenslalom von Killington ihr Weltcup-Debüt. Noch in derselben Saison gelangen ihr mit den Plätzen 25 und 21 auf dem Kronplatz und in Åre ihre ersten Platzierungen in den Punkterängen. Als bis dato bestes Ergebnis stehen zwei zwölfte Plätze zu Buche. Dieses Resultat erzielte sie sowohl im Januar 2024 in Jasná als auch im März 2025 in Åre.
2025 nahm Nyberg erstmals an Weltmeisterschaften teil. Bei den Wettkämpfen in Saalbach gewann sie gemeinsam mit Estelle Alphand, Sara Hector, Fabian Ax Swartz, Kristoffer Jakobsen und William Hansson Bronze im Mannschaftswettbewerb, wobei sei wie Hansson als Ersatzfahrerin ohne Einsatz blieb.

## Privates
Ihr Vater Fredrik Nyberg war ebenfalls als Skirennläufer aktiv. Der Skirennläufer Emil Nyberg ist ihr Cousin.

## Erfolge

### Weltmeisterschaften
- Saalbach-Hinterglemm 2025: 3. Mannschaftswettbewerb, 29. Riesenslalom

### Weltcup
- 3 Platzierungen unter den besten 15

### Weltcupwertungen
| Saison  | Gesamt | Gesamt | Riesenslalom | Riesenslalom |
| Saison  | Platz  | Punkte | Platz        | Punkte       |
| ------- | ------ | ------ | ------------ | ------------ |
| 2022/23 | 99.    | 16     | 42.          | 16           |
| 2023/24 | 100.   | 22     | 40.          | 22           |

### Europacup
- Saison 2021/22: 8. Riesenslalomwertung
- 1 Sieg:

| Datum            | Ort     | Land      | Disziplin    |
| ---------------- | ------- | --------- | ------------ |
| 13. Februar 2022 | Maribor | Slowenien | Riesenslalom |

### Juniorenweltmeisterschaften
- Panorama 2022: 4. Riesenslalom, 4. Kombination, 5. Abfahrt, 6. Slalom, 14. Super-G
- St. Anton 2023: 6. Riesenslalom

### Weitere Erfolge
- 2 schwedische Meistertitel (Super-G und Riesenslalom 2022)
- 2 Podestplätze im South American Cup
- 12 Siege in FIS-Rennen